# Реактивный самолёт

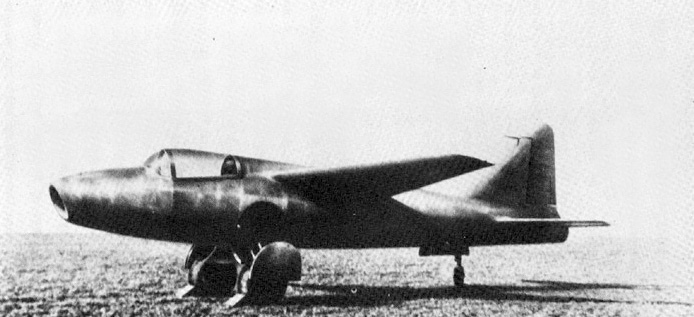
Heinkel He 178, первый самолёт исключительно на реактивной тяге. 1938 год, Германия

Реактивный самолёт — самолёт, приводимый в движение воздушно-реактивным двигателем (турбореактивным двигателем, прямоточным воздушно-реактивным двигателем, пульсирующим воздушно-реактивным двигателем и т. п.) или ракетным двигателем. 
Реактивные самолёты составляют основу современной военной и гражданской авиации.

## История

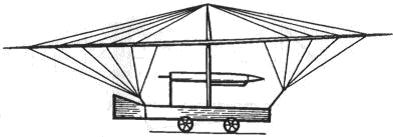
Шарль де Луврье. Проект самолёта «Аэронав». 1865 год

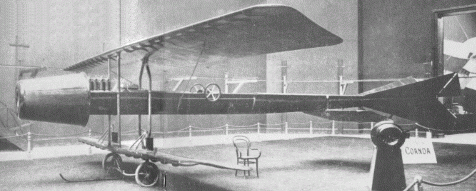
Coanda-1910

Румынский инженер Анри Коанда в 1910 году создал и испытал самолёт Coanda-1910 с поршневым двигателем, вместо воздушного винта, приводившим в движение простейший лопастной компрессор. Позднее, после завершения Второй мировой войны и повсеместного внедрения реактивных двигателей, конструктор утверждал, что созданная им установка была мотокомпрессорным воздушно-реактивным двигателем, что шло вразрез с его же первоначальными публикациями и патентными заявками (нет в приведённом источнике). Из конструкции самолёта, приведённой на фотографии, очевидно, что при двигателе, расположенном перед деревянным фюзеляжем и незащищённой кабиной пилота (впрочем, на фото перед кабиной пилота находятся цилиндры, что исключает прохождение там выхлопных газов), в случае сжигания топлива в воздушном потоке за компрессором, самолёт и пилот были бы моментально уничтожены мощным пожаром. Согласно А. Коанда, поток горячих газов действительно сжёг хвост самолёта в первом же полёте. Для сравнения, реактивные самолёты 1940-х годов, у которых реактивная струя касалась обшивки, например, МиГ-9 и Як-15, имели цельнометаллическую конструкцию и дополнительную тепловую защиту в виде листов из жаростойких сплавов, а воздействие горячих газов на пилота было полностью исключено взаимным расположением кабины и двигателей.

### Первые прототипы
Прототип самолёта с реактивным двигателем был разработан в начале 70-х годов XIX века отставным капитаном артиллерии Николаем Телешовым — в 1867 году Николай Телешов запатентовал во Франции проект самолёта с пульсирующим воздушно-реактивным двигателем под названием «Усовершенствованная система воздухоплавания», или «Дельта». Проект модели имел обтекаемый корпус с острым «клювом», крыло треугольной формы с углом стреловидности 45° в виде заглавной греческой буквы «дельта». 

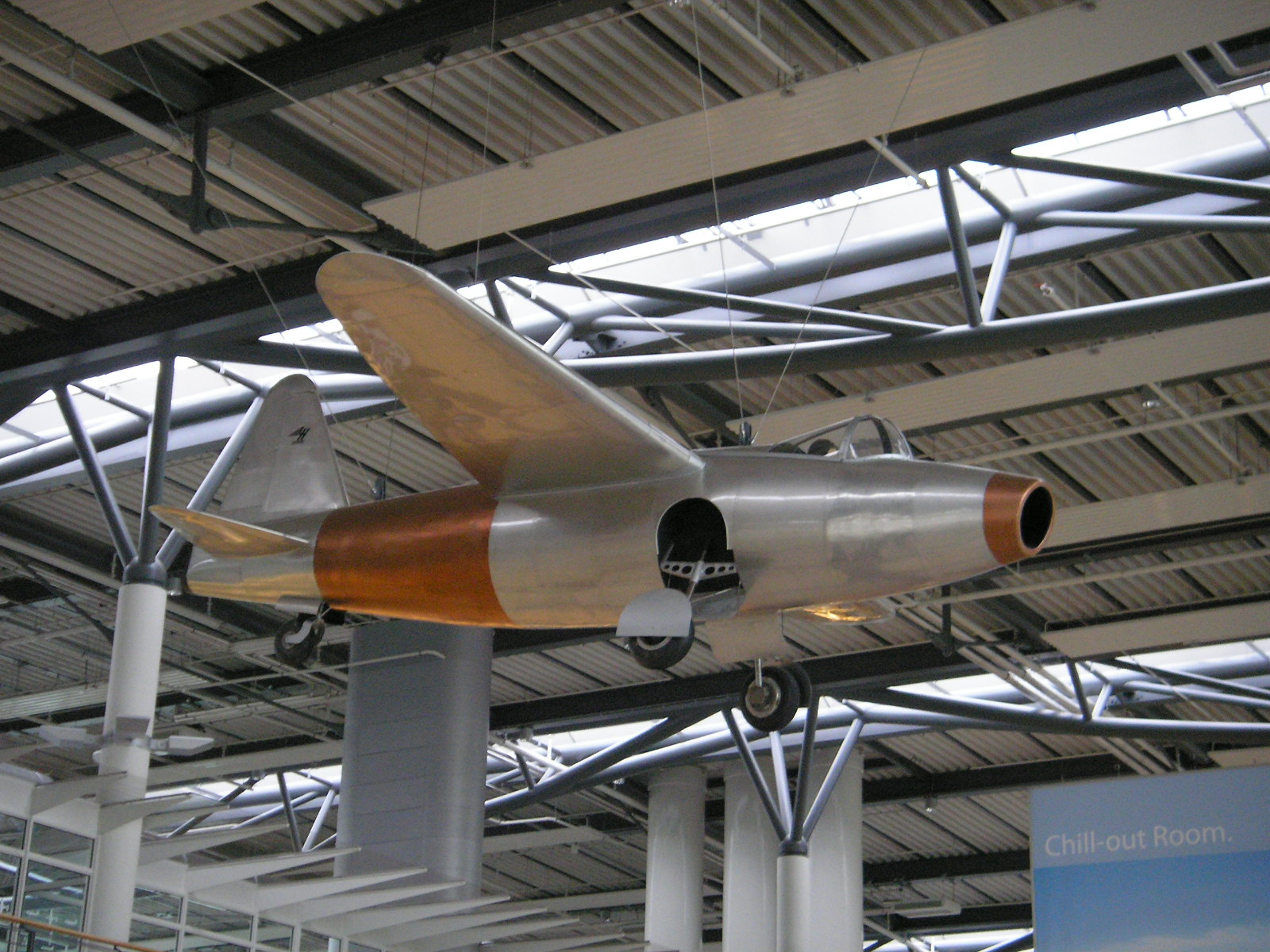
Реплика самолёта Heinkel He 178 в зале прилёта аэропорта Ростока

Первый полёт самолёта на реактивном двигателе — Opel RAK.1 (30 сентября 1929 года, недалеко от Франкфурта-на-Майне; создан Фрицем фон Опелем). Румынский Coanda-1910, по сообщениям, совершил первый короткий непреднамеренный полёт 16 декабря 1910 г.

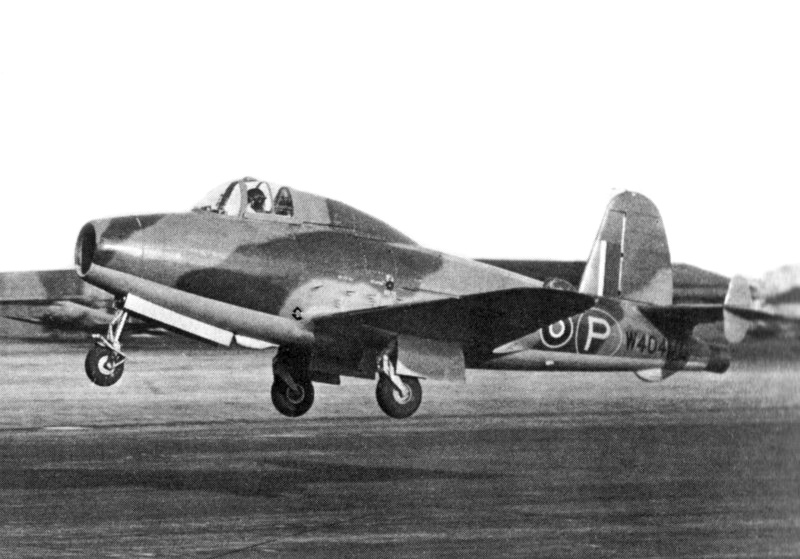
Первый прототип Gloster E.28/39, № W4041/G

Турбореактивные, пригодные к длительному полёту, имели значительное преимущество перед поршневым двигателем
- Германия. Heinkel He 178, первый полёт 27 августа 1939 года, конструктор двигателя — Ханс Охайн, пилот — Эрих Варзитц
- Великобритания. Gloster E.28/39[англ.], первый полёт 15 мая 1941 года, конструктор двигателя — Фрэнк Уиттл.

Ракетные

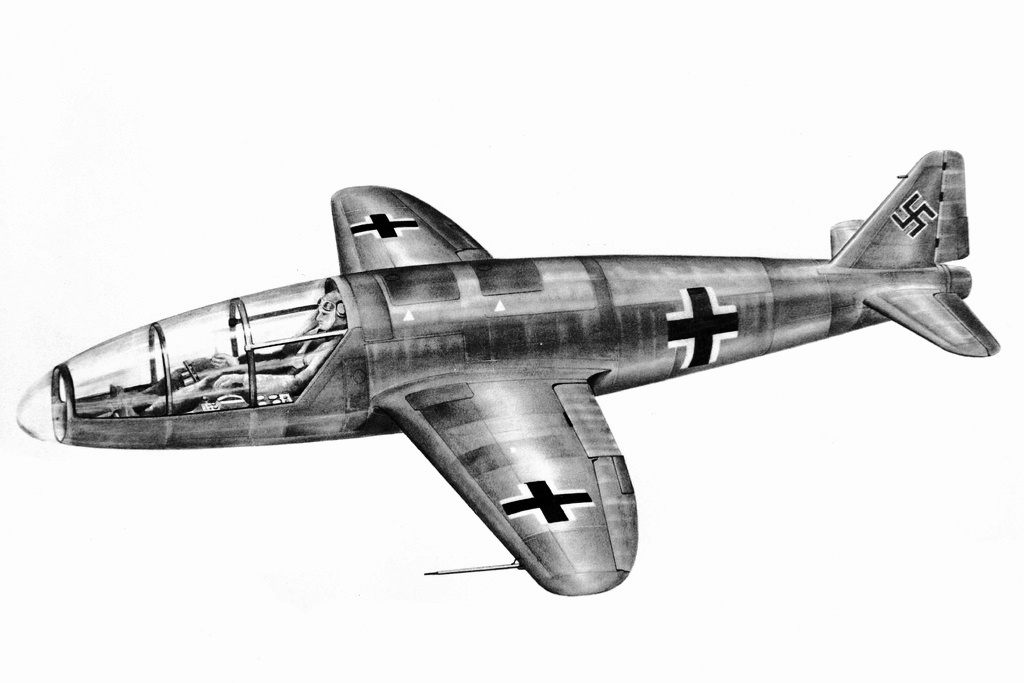
Heinkel He 176

- Германия. Heinkel He 176, первый полёт — 20 июня 1939 года

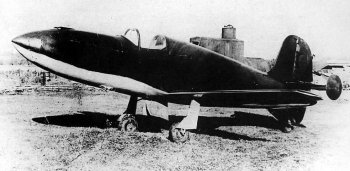
БИ-1

- СССР. БИ-1. Первый полёт — 15 мая 1942 года

Мотокомпрессорные, условно пригодные к полёту, малое преимущество

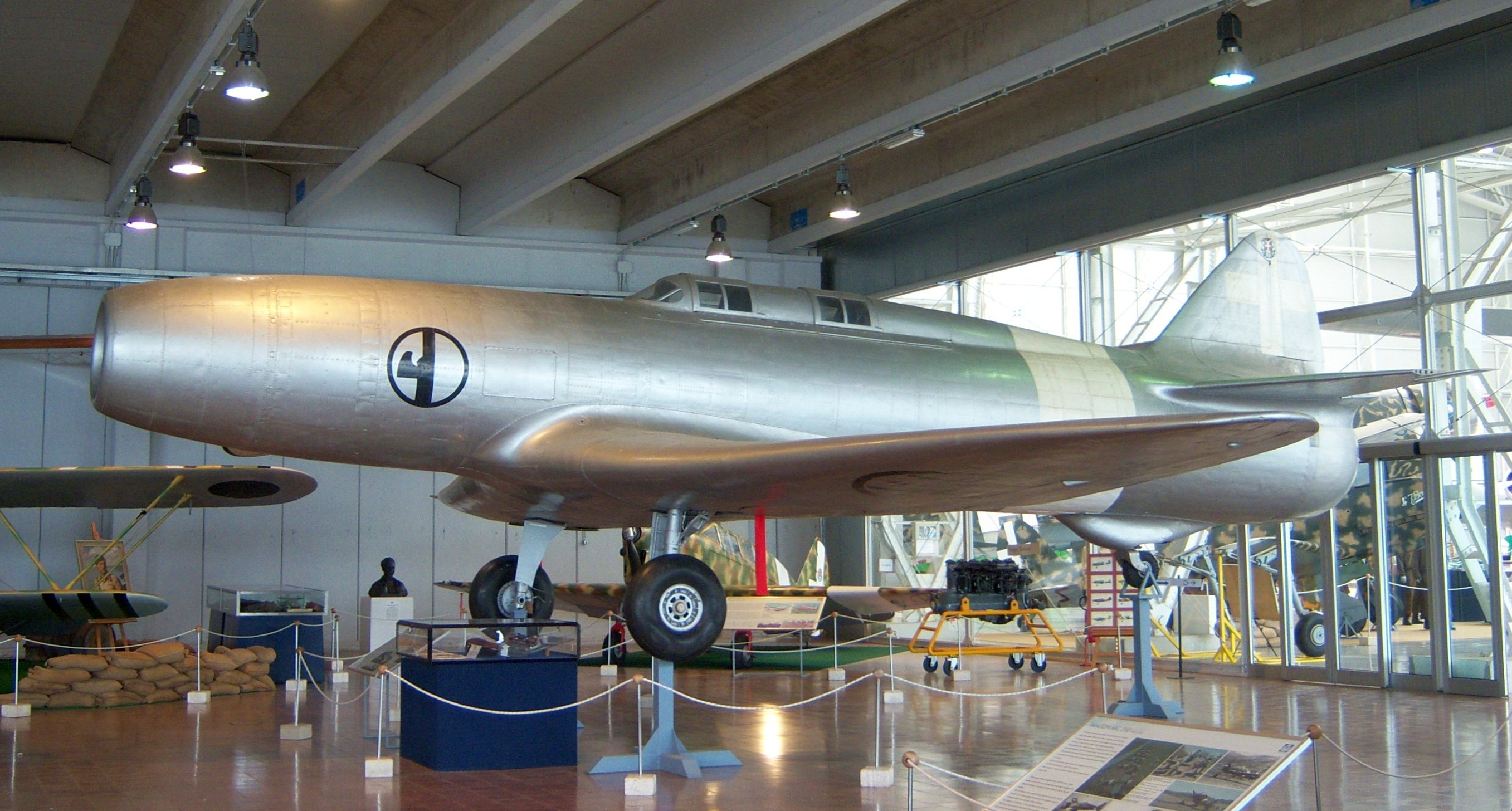
Caproni Campini N.1

- Италия. Caproni Campini N.1, первый полёт 27 августа 1940 года. Максимальная скорость 375 км/ч, что хуже чем у чисто поршневого Bf-109B 1937 года — 406 км/ч у земли[4].

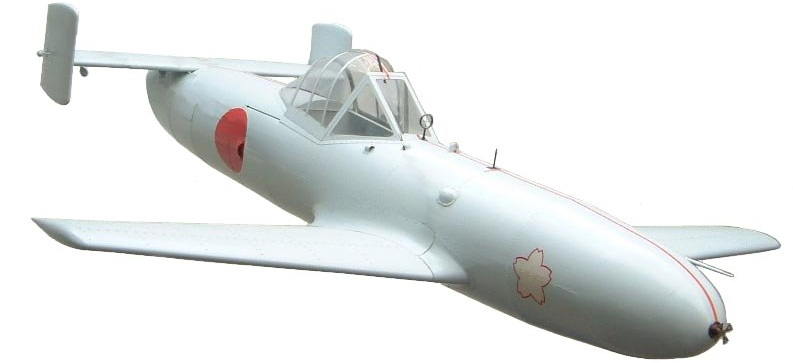
самолёт камикадзе «Yokosuka MXY7 Ohka»

- Япония. Двигатель Tsu-11[англ.], создавался для установки на самолёты камикадзе «Ока». Разработка прервана поражением Японии в войне. По мнению инженеров, восстанавливающих исторические самолёты, вклад камеры сгорания в итоговую мощность был очень мал, двигатель по сути был импеллерным.

Заимствованная технология

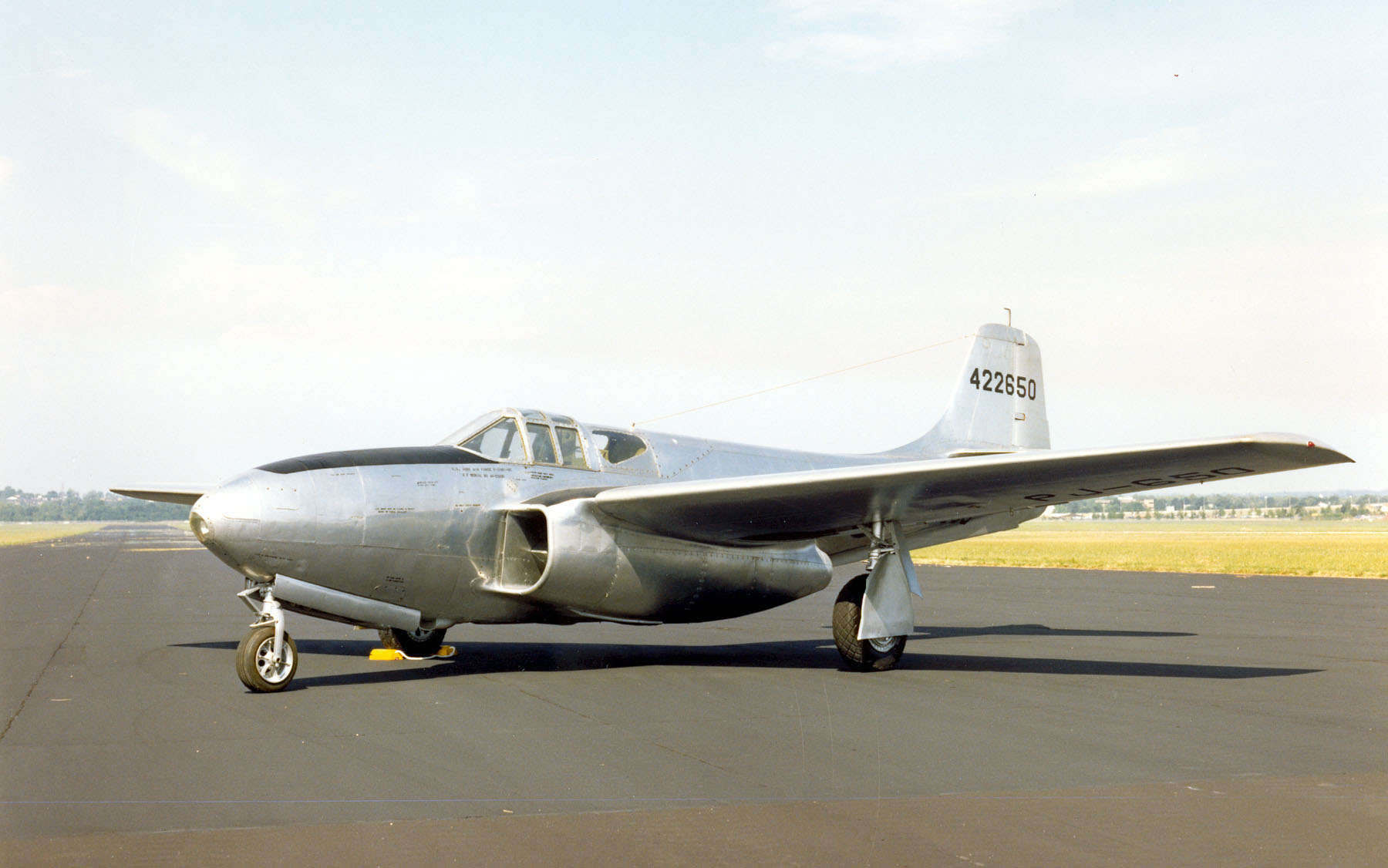
Самолёт Bell P-59 Airacomet

- США. Самолёт Bell P-59 Airacomet с двумя двигателями General Electric J31[англ.] на основе Power Jets W.1[англ.] Фрэнка Уиттла, установленного на английский прототип Gloster E.28/39. Первый полёт 1 октября 1942 года. Производился серийно, имел вооружение, пригоден к длительному полёту и боевой работе, имеет умеренное превосходство над поршневыми самолётами, не был направлен в районы боевых действий.
- Успешные полёты Heinkel He 178 в 1939 году и Gloster E.28/39 в 1941 году, показали всем странам новый путь в развитии авиации и открыли эру реактивного самолёта. Ещё в середине 30-х годов Воздушный корпус Армии США выделил средства на разработку плана постройки первого реактивного самолёта и его применения. Проведённые Bell предварительные исследования показали, что до начала 40-х годов создать реактивный самолёт, превосходящий поршневой невозможно, потому от дальнейшего финансирования работ по реактивной авиации временно отказались. Тем не менее инициативная работа над реактивными самолётами продолжалась. В 1939 году тогда ещё молодой конструктор Кларенс «Келли» Джонсон успешно закончил свой дебютный проект — 27 января 1939 года совершил свой первый полёт тяжёлый истребитель и перехватчик Lockheed Model 22 — будущий P-38 Lightning. Но останавливаться на успехе Джонсон не собирался, он прекрасно понимал, что бомбардировочная авиация не стоит на месте и необходим по-настоящему революционный самолёт-перехватчик. Весной 1939 года группа Джонсона приступила к работе над проектом Lockheed L-133[5].

### Первые практически успешные типы

#### Военные

##### Германия

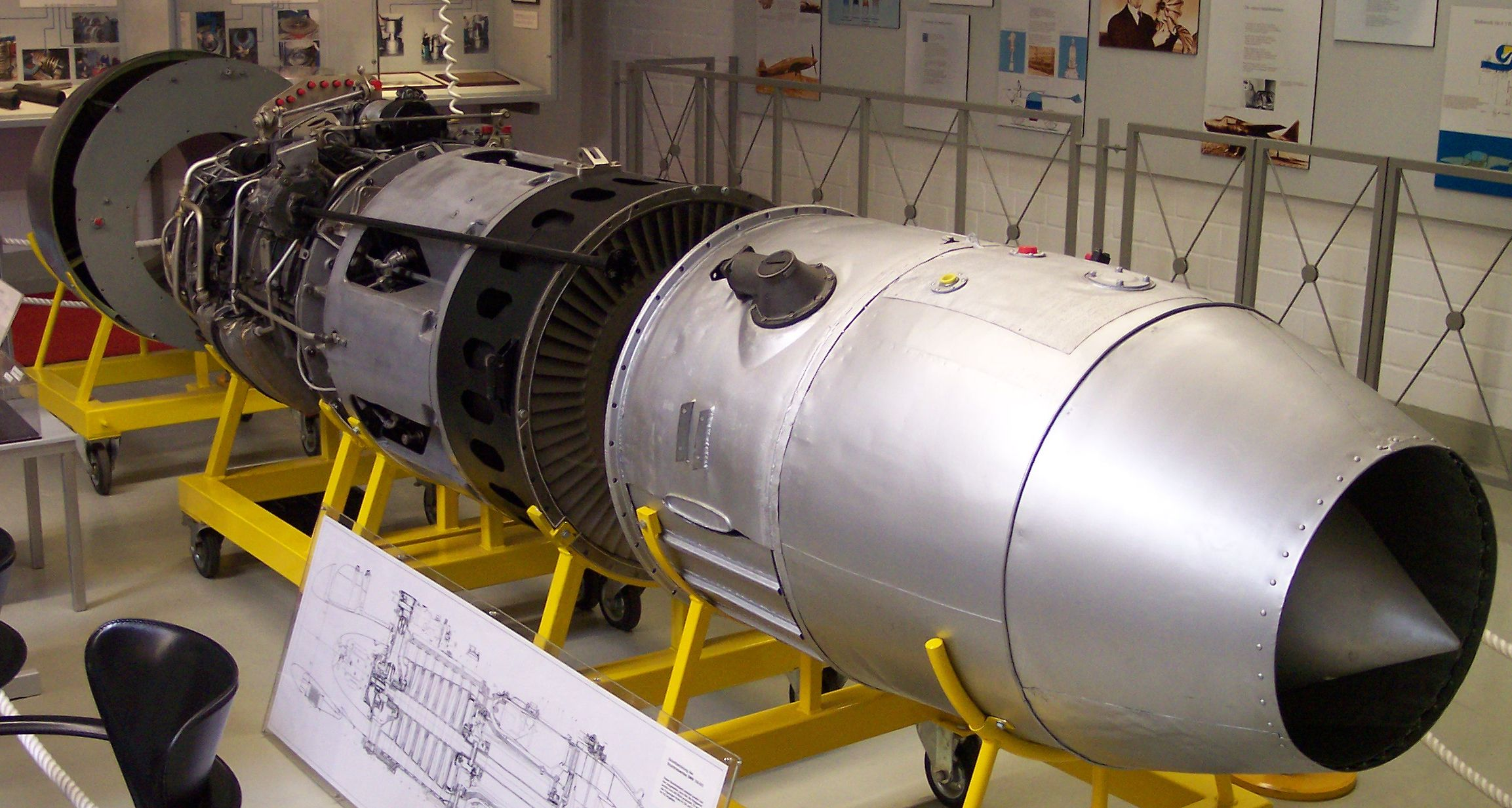
Двигатель Jumo-004

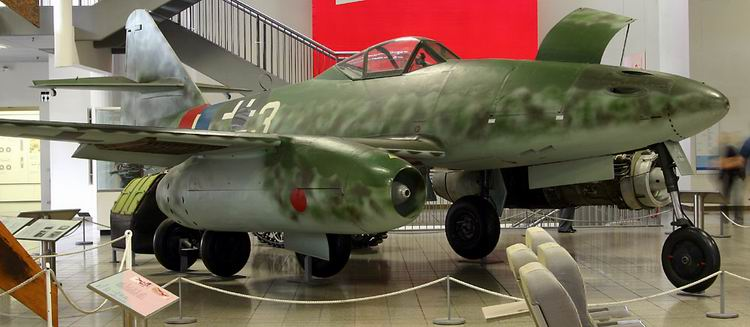
Немецкий реактивный истребитель Мессершмитт Me.262 (первый полёт 18 июля 1942, 4 октября 1944 — первый бой)

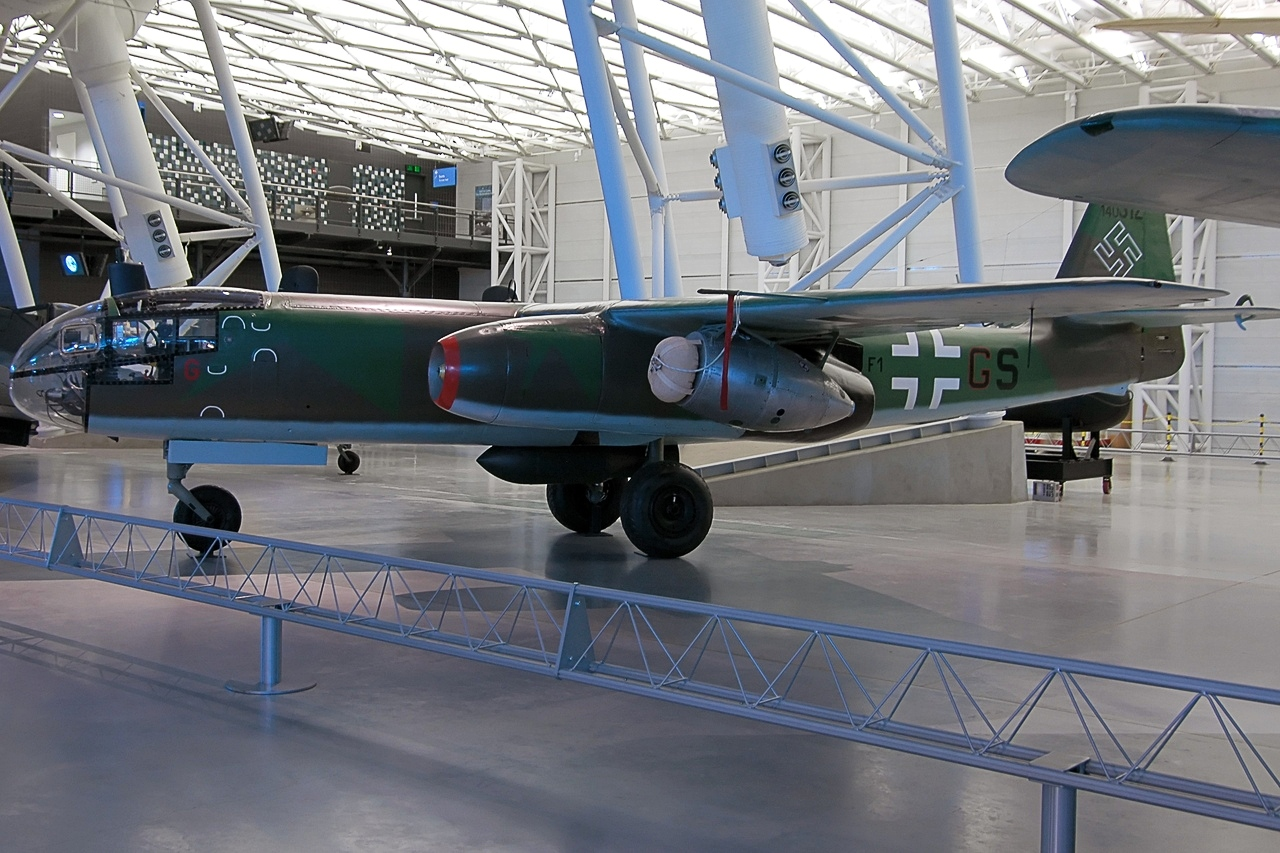
Немецкий реактивный бомбардировщик и разведчик Arado Ar 234 Blitz (первый полёт 15 июня 1943)

Применение в Люфтваффе реактивных истребителей в конце Второй мировой войны могло нанести большой урон авиации их противников. Однако в Германии в 1942—1945 было выпущено небольшое количество этих истребителей (около двух тысяч), для которых к тому же остро не хватало соответствующих опытных пилотов и топлива. Поэтому их применение носило весьма ограниченный характер. Германские реактивные самолёты также страдали от множества технических проблем, которые успешно разрешить до конца так и не удалось. В то же время, реактивные истребители США и Великобритании (такие как Lockheed F-80 Shooting Star и De Havilland DH.100 Vampire, соответственно) в конце 1945 года уже были запущены в серийное производство и могли бы наверное эффективно парировать германскую угрозу в воздухе.
- Двигатель Jumo-004, единый для нескольких серийных и экспериментальных типов самолётов. Впервые в мире имел осевой компрессор, как у современных двигателей, при том, что советские массовые истребители получили двигатели с осевым компрессором лишь с 1954 года (МиГ-19), а американские — с 1947 года (F-86).
- Турбореактивный истребитель Мессершмитт Me.262 Первый полёт с двигателями Jumo-004 18 июля 1942 года, 4 октября 1944 года — первый боевой вылет в составе официально сформированного истребительного подразделения. Около 150 побед в воздушных боях и 100 боевых потерь. Было выпущено 1433 (1944—1945).
- Турбореактивный разведчик и бомбардировщик Arado Ar 234. Первый полёт 15 июня 1943 года, двигатели Jumo-004 (единые с Ме-262). В последние месяцы войны были единственными самолётами-разведчиками, способными действовать в условиях тотального превосходства противника в воздухе, в том числе над территорией Великобритании.
- Турбореактивный истребитель Хейнкель He-162 «Volksjäger» / «Salamander» / «Spatz»[6].
- Ракетный истребитель Мессершмитт Me.163 «Komet»

##### Великобритания

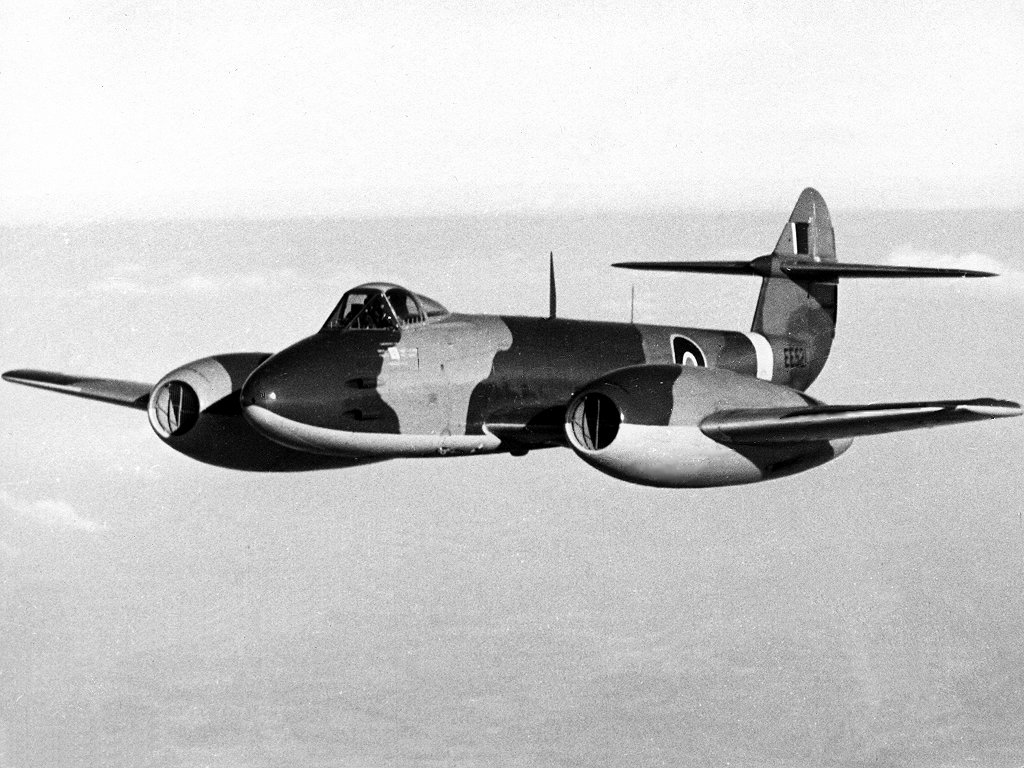
Первый британский реактивный истребитель — Gloster Meteor (первый полёт 5.03.1943, принят на вооружение 27.06.1944)

- Первый британский реактивный истребитель — Gloster Meteor (первый полёт 5 марта 1943, принят на вооружение 27 июля 1944). В конце Второй мировой войны использовался с осторожностью, в основном для перехвата крылатых ракет Фау-1. Дальнейший — ?
- Первый британский реактивный бомбардировщик — ?

##### США

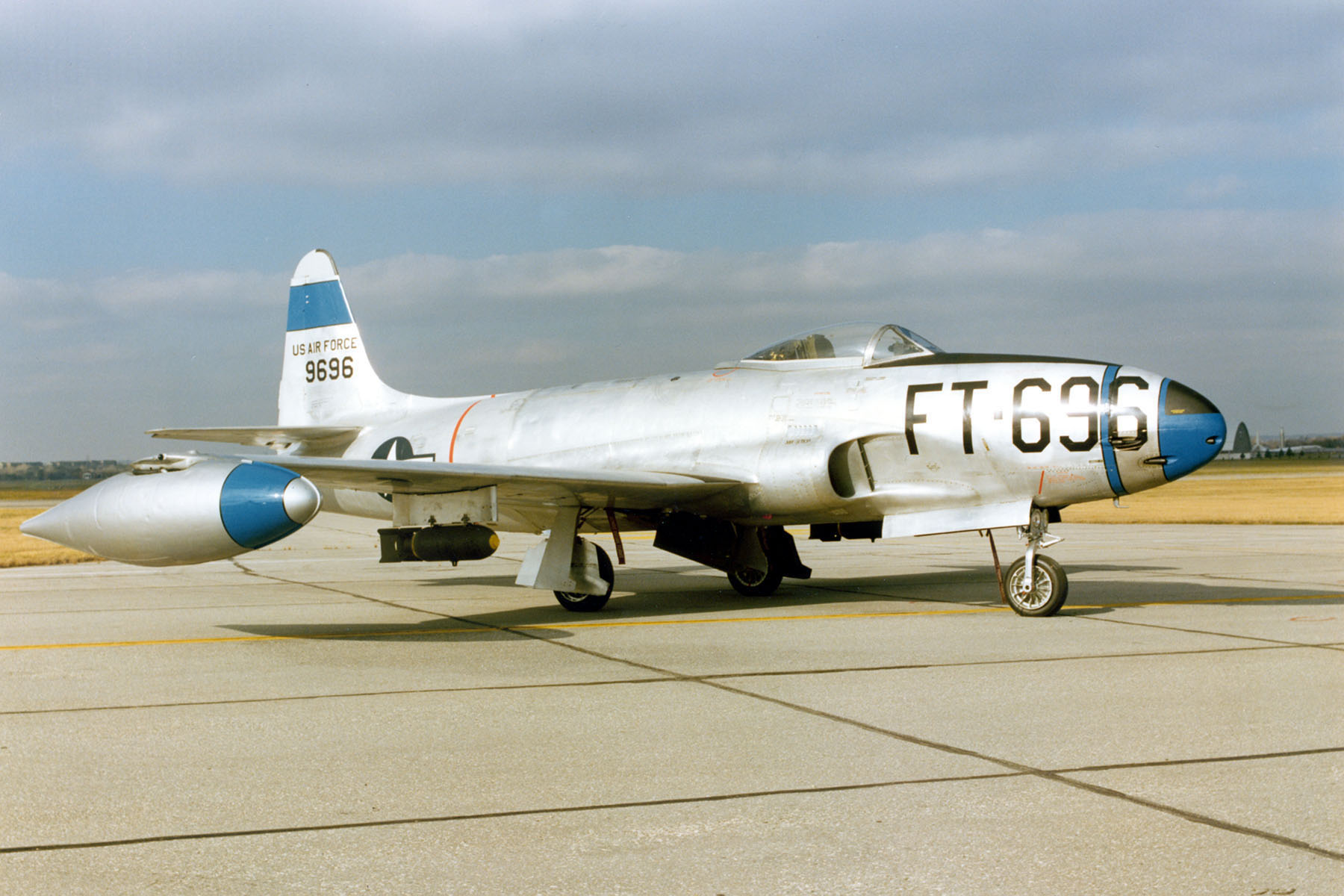
Первый американский реактивный истребитель — Lockheed F-80 Shooting Star

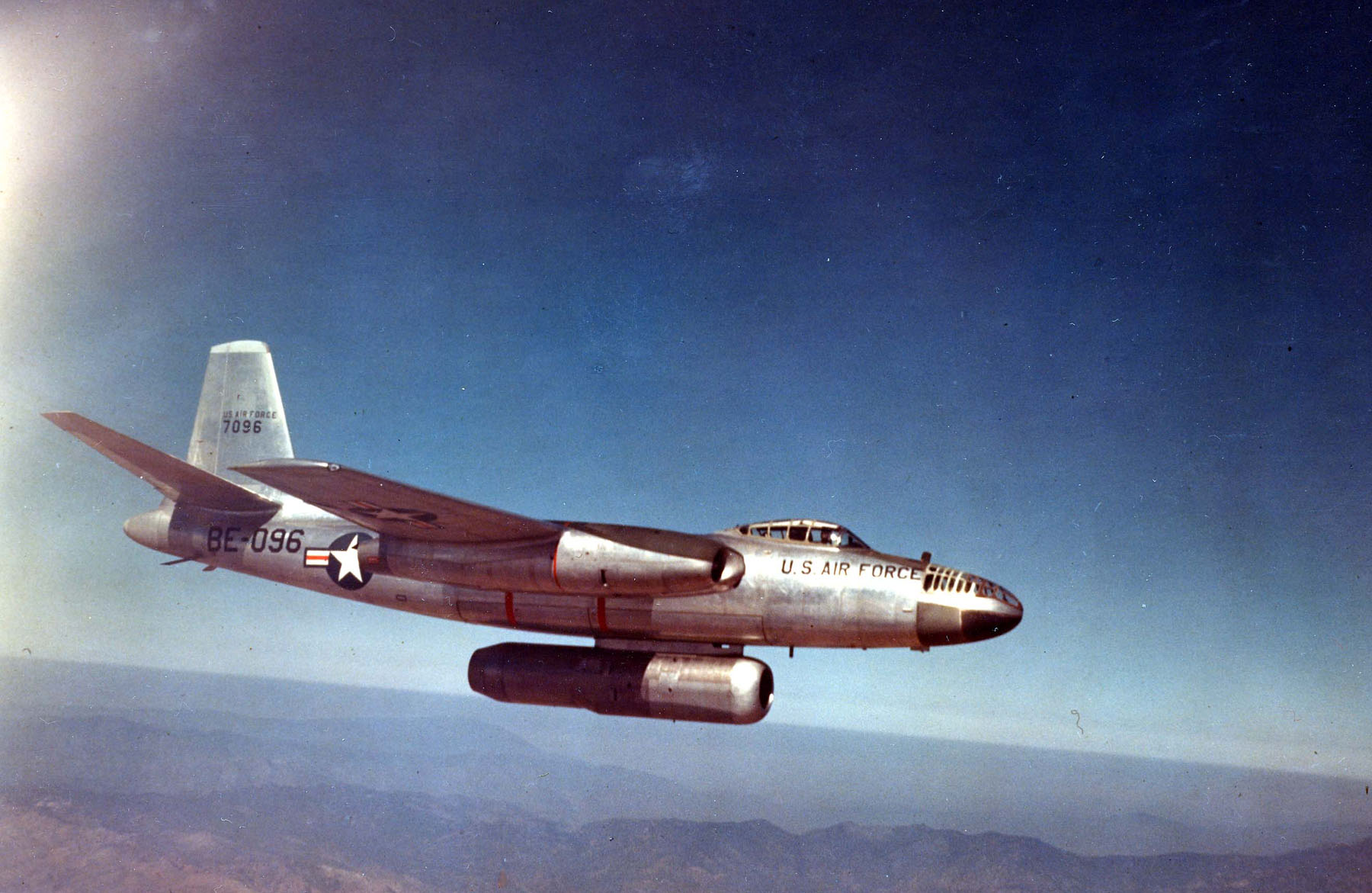
Первый американский реактивный бомбардировщик — North American B-45 Tornado

- Первый американский реактивный истребитель — Lockheed F-80 Shooting Star (первый полёт 8 января 1944). Двигатель Allison J33, развитие английского Rolls-Royce Derwent конструкции Фрэнка Уиттла, применявшегося на Gloster Meteor. Широко применялся в начале корейской войны, первыми со стороны Западных стран вступили в бой между реактивными истребителями. В конце войны был вытеснен новым F-86 Sabre.

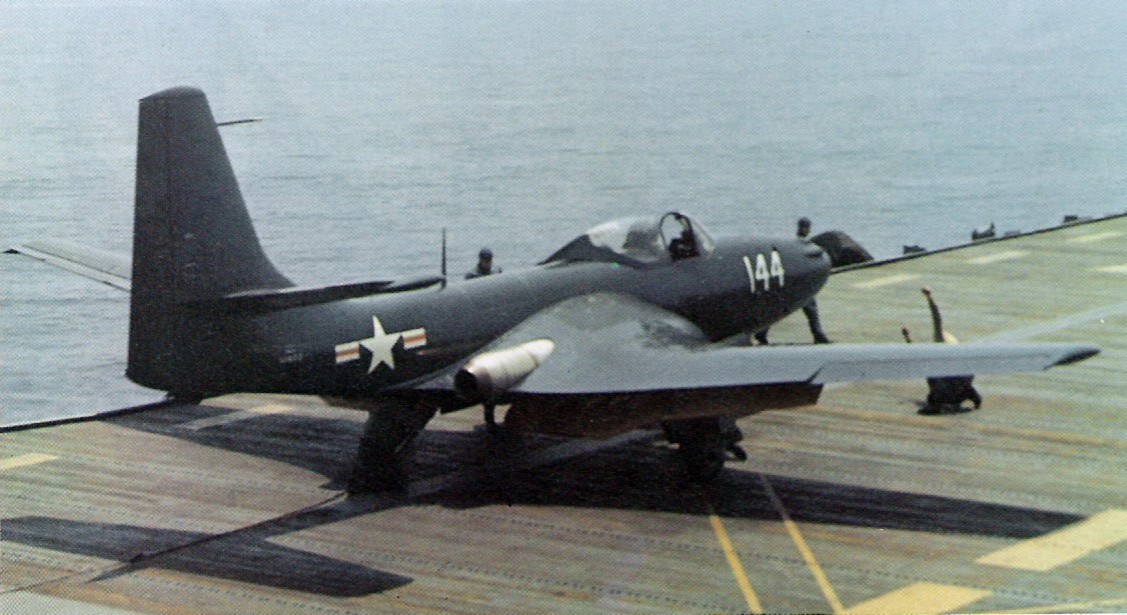
McDonnell FH-1 Phantom — первый реактивный палубный истребитель

- McDonnell FH-1 Phantom — первый реактивный палубный истребитель (1945).

- Первый американский реактивный бомбардировщик — North American B-45 Tornado (1947). Последующий, Boeing B-47 Stratojet (с 1951), двигатель которого (Allison J35) — первая самостоятельная разработка и первый двигатель с осевым компрессором в США (предыдущие были заимствованы и имели радиальный (центробежный) компрессор); был переходным типом между поршневыми B-29 и B-36 к используемому по настоящее время B-52, совершил множество разведывательных полётов над СССР.

##### СССР

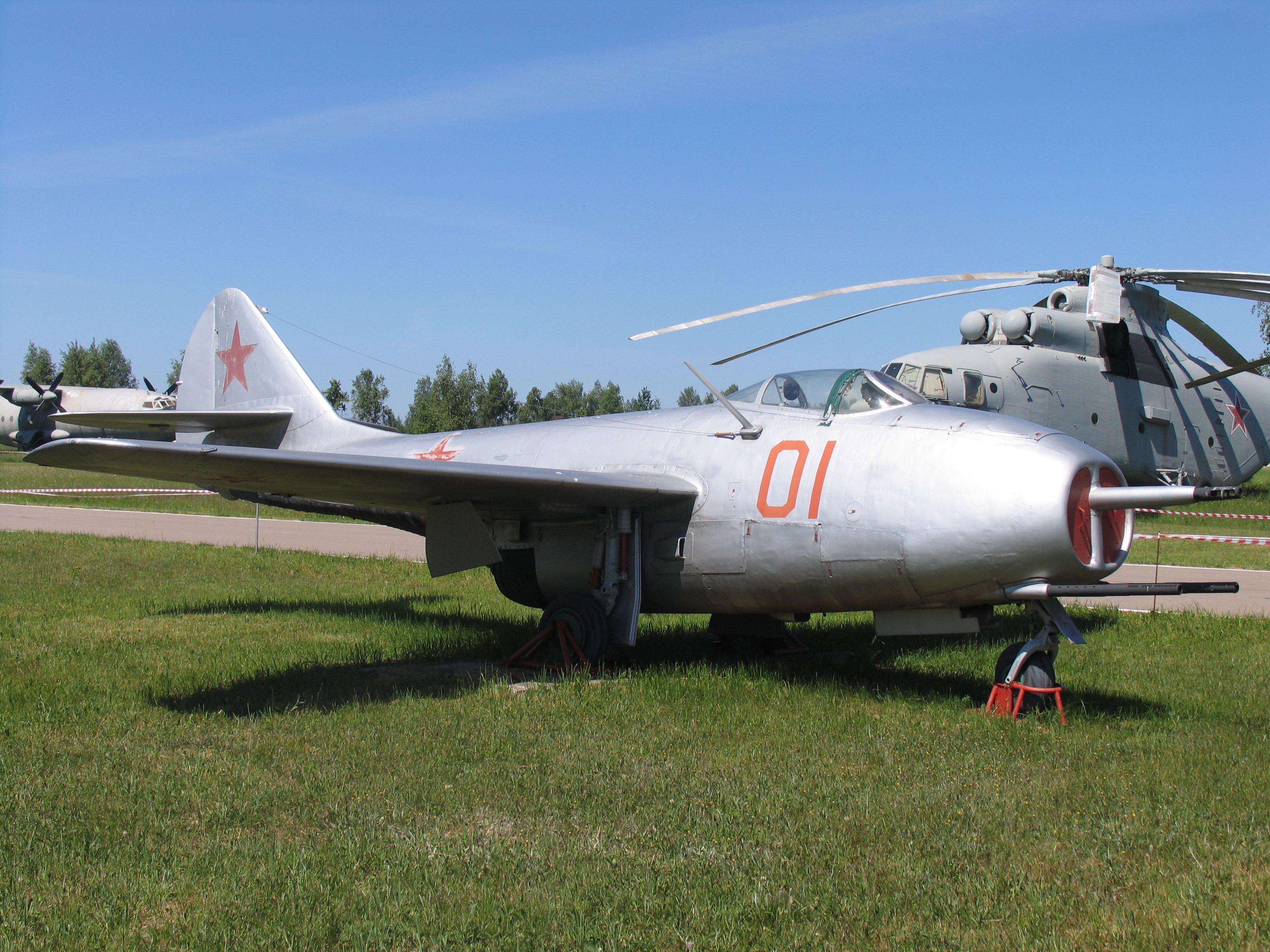
МиГ-9 — первый советский турбореактивный истребитель, поднявшийся в воздух.

- МиГ-9 — первый советский турбореактивный истребитель, поднявшийся в воздух. Разработан в ОКБ Микояна и Гуревича, первый полёт совершил 24 апреля 1946 года. В 1946—1948 годах построено 602 самолёта.

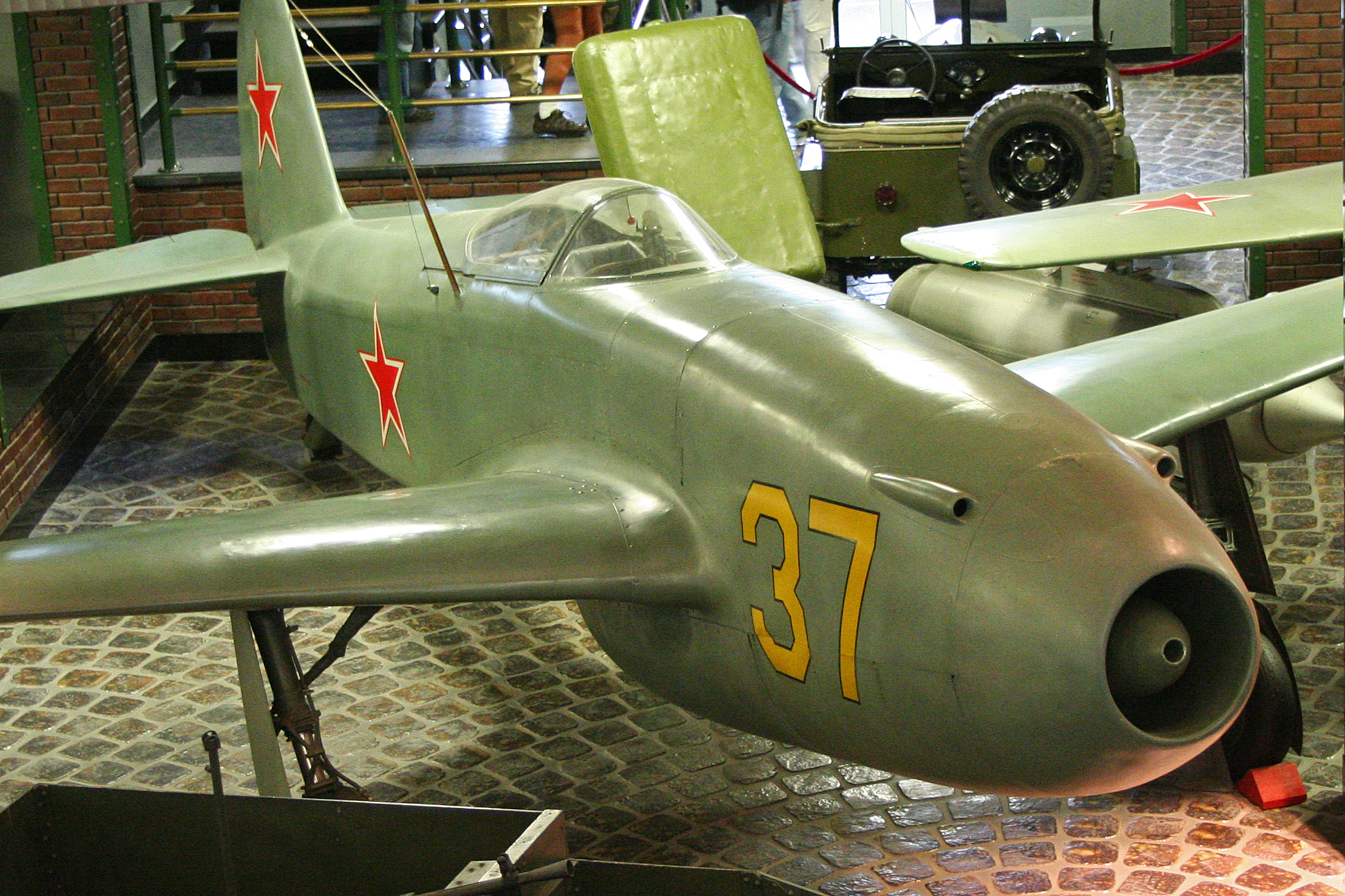
Як-15 — первый советский реактивный истребитель

- Як-15 — первый реактивный истребитель, принятый на вооружение ВВС СССР. Разработан на базе Як-3, совершил первый полёт 24 апреля 1946 года. В 1946—1947 годах построено 280 самолётов. В советских ВВС Як-15 считался переходным самолётом и использовался только для переучивания лётного состава с поршневых истребителей на реактивные.

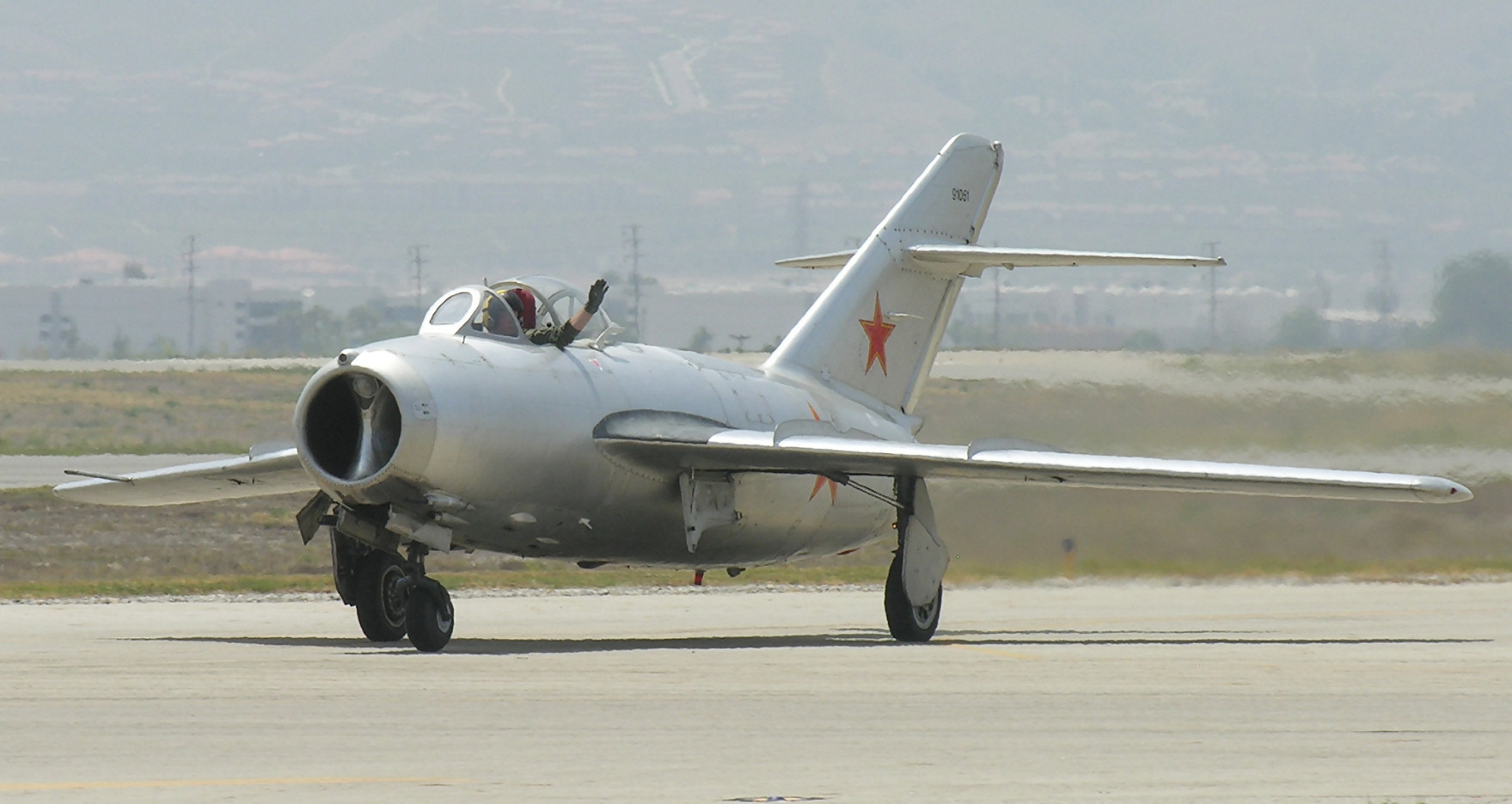
МиГ-15 был основным истребителем СССР в Корейской войне.

- МиГ-15 — первый полёт 30 декабря 1947 года, был основным истребителем СССР в Корейской войне. Двигатель — Rolls-Royce Nene[англ.], копия РД-45, самостоятельное развитие ВК-1.
- Бомбардировщики: Ил-22 (1947) — первый экспериментальный,

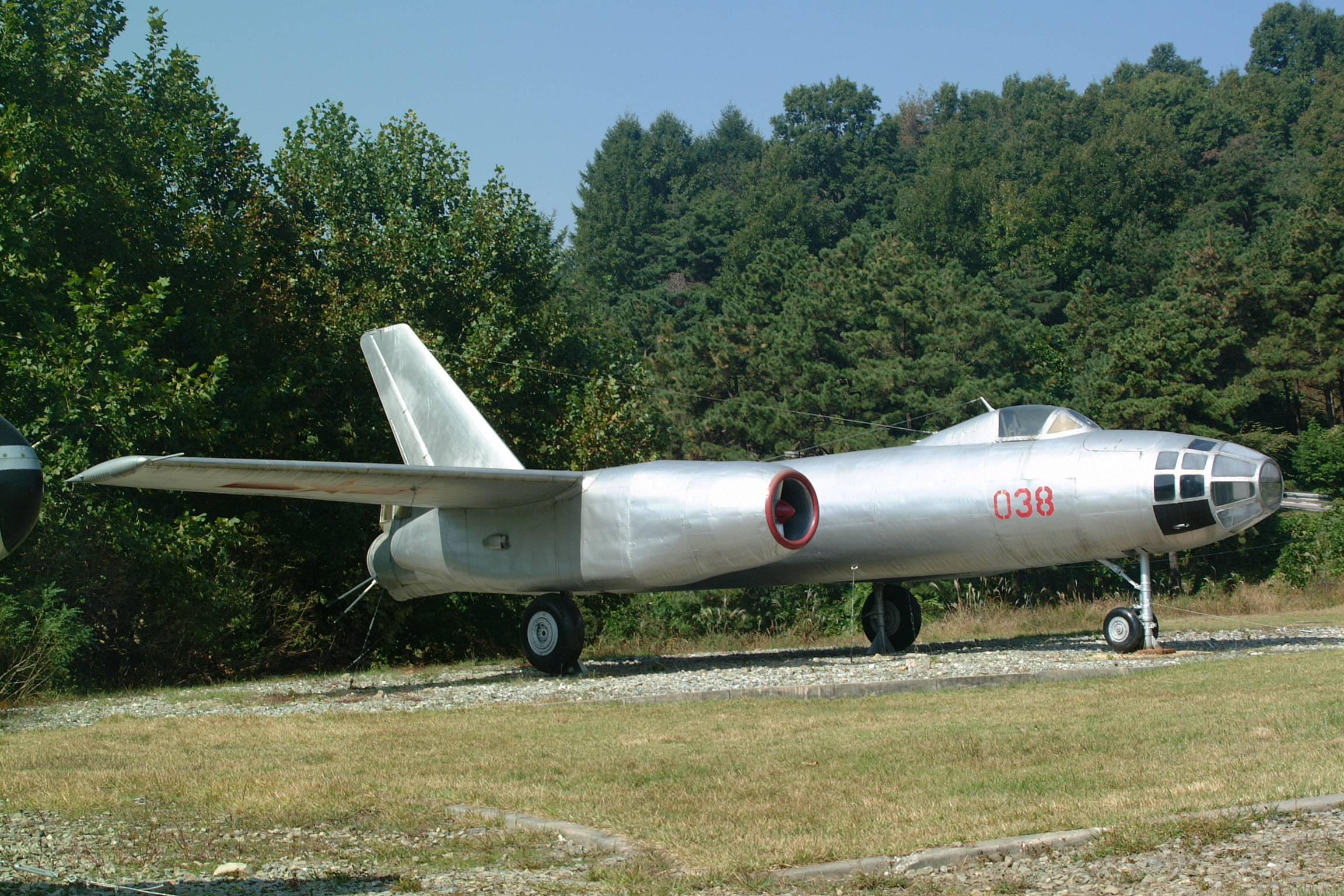
первый советский серийный бомбардировщик Ил-28

Ил-28 (с 1950) — первый серийный. Дальнейшие — Як-28 и Ту-16.

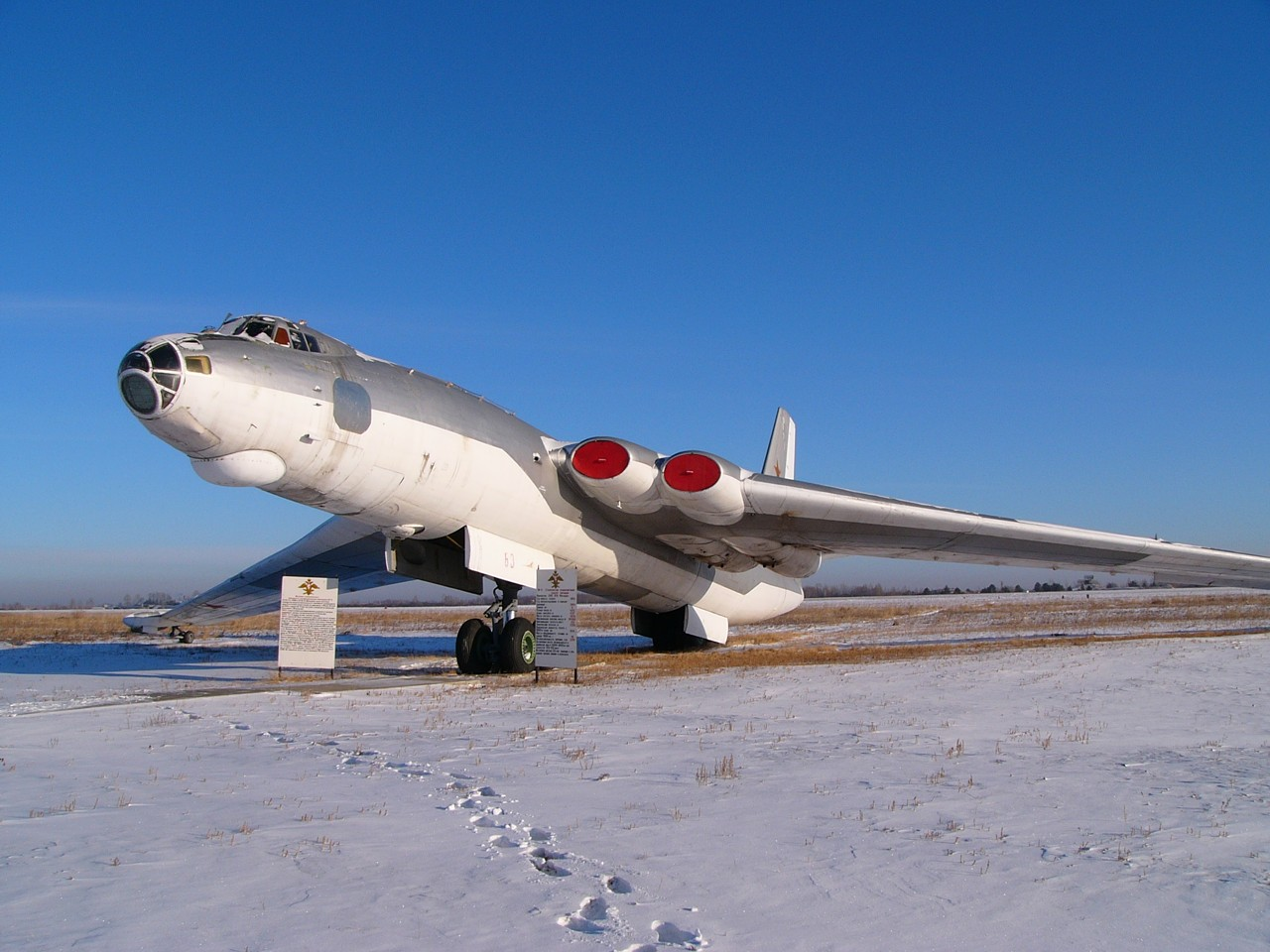
Стратегический советский бомбардировщик М-4 — первый в мире, поступивший в войска

Стратегический бомбардировщик М-4 — первый в мире, поступивший в войска.

#### Гражданские

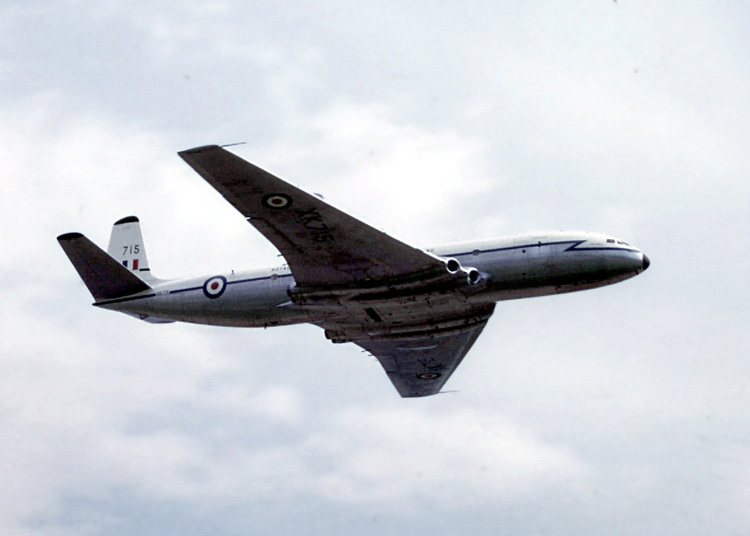
Comet C 2 Королевских ВВС

- Великобритания — De Havilland Comet, первый полёт 27 июля 1949 года, начало эксплуатации 22 января 1952 года. На первых моделях устанавливались двигатели de Havilland Ghost[англ.] первого поколения с центробежным компрессором, на последующих — Rolls-Royce Avon[англ.], первые с осевым компрессором. Самолёты раннего выпуска были сняты с полётов после серии катастроф из-за недостаточной прочности фюзеляжа и развития усталости металла. Поздние модификации используются по настоящее время в ВВС Великобритании, также как и созданный на его основе морской разведчик Hawker Siddeley Nimrod (запланирована эксплуатация до 2020 года, с заменой двигателей и крыльев[источник не указан 4209 дней]).
- США — Boeing 707, первый полёт 15 июля 1954 года, начало эксплуатации с 1958 года, построено 1010 шт, на февраль 2010 в эксплуатации 155 шт. (в основном как грузовые, транспортные в ВВС и ДРЛО).

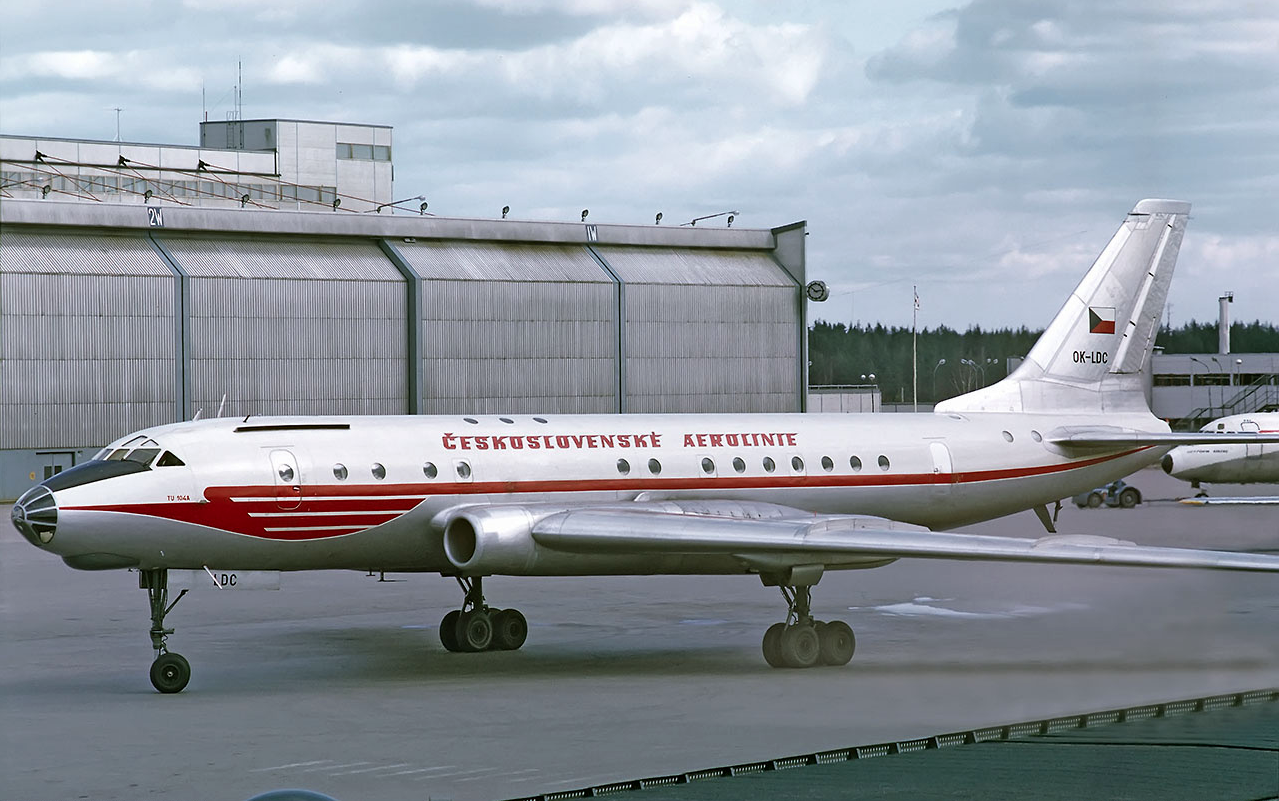
Ту-104

- СССР — Ту-104, первый полёт 17 июня 1955, начало эксплуатации 15 сентября 1956 года. Создан на основе бомбардировщика Ту-16. Двигатели АМ-3, с осевым компрессором. Снят с эксплуатации в МГА СССР в 1979 году, ВВС СССР в 1981 году из-за многочисленных отказов двигателей и приборов, до этого начал вытесняться более надёжным турбовинтовым Ил-18.

## Сверхзвуковые

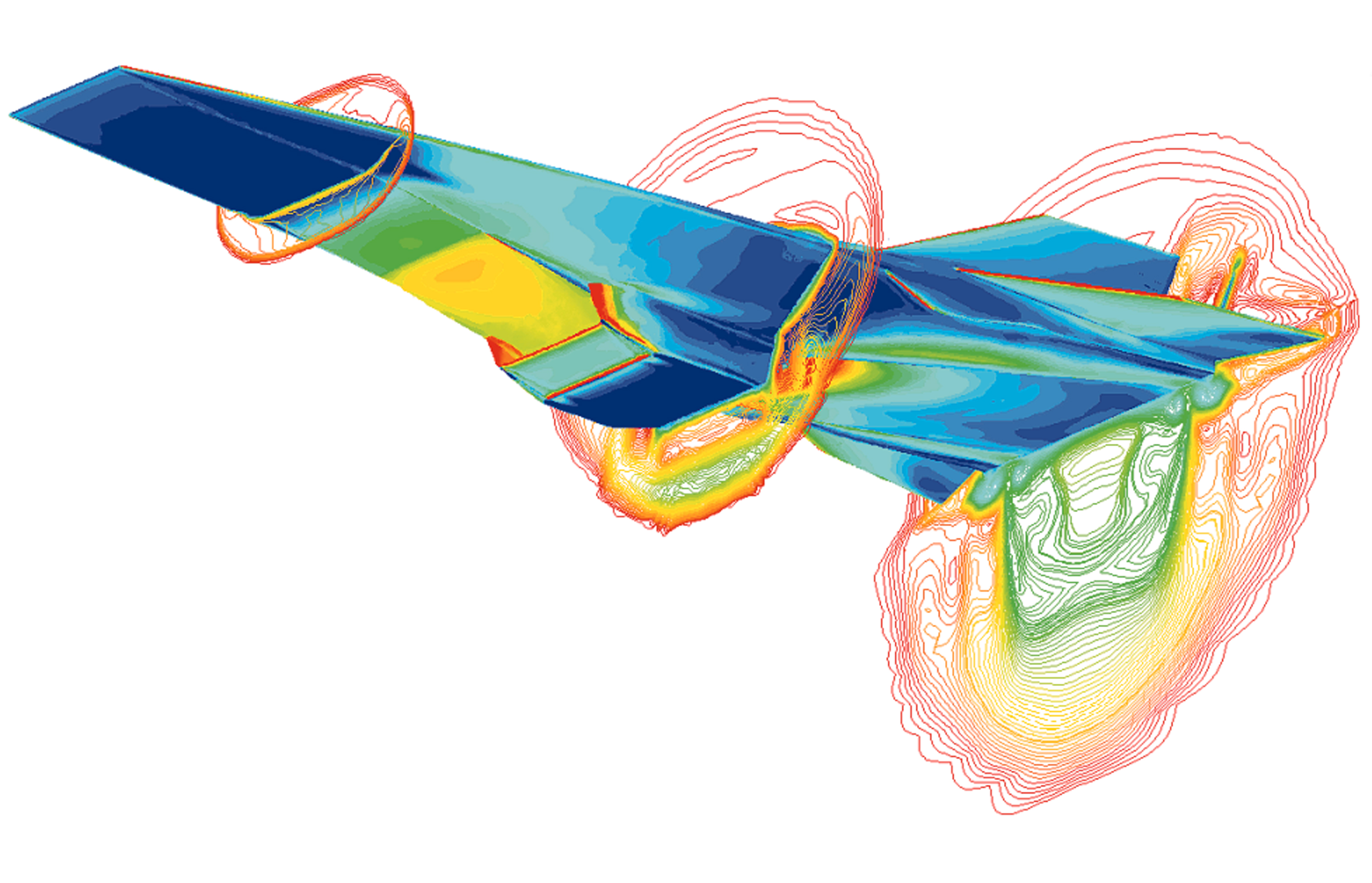
Компьютерная модель обтекания X-43A

### Военные

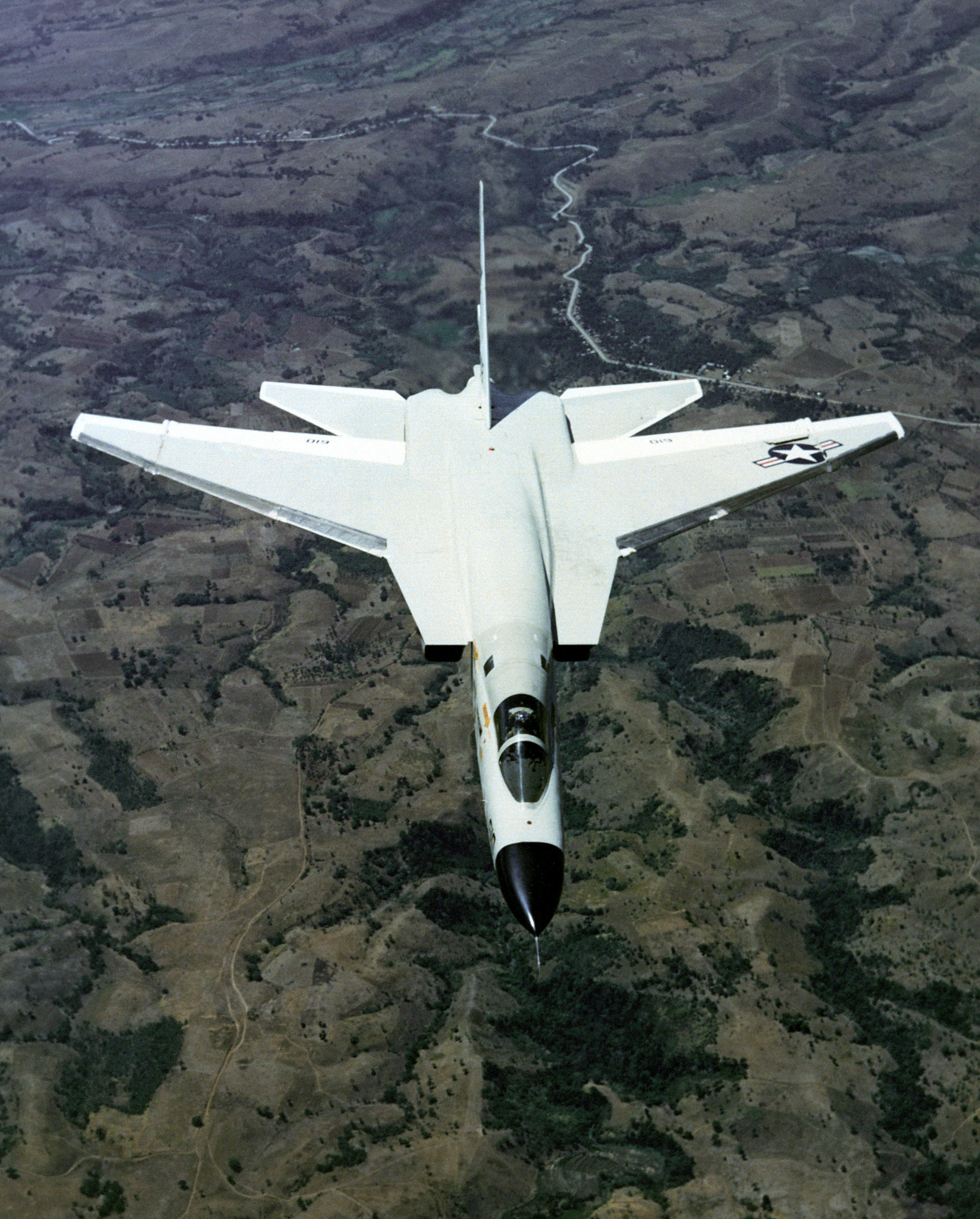
сверхзвуковой палубный бомбардировщик A-5 «Виджилент»

A-5 «Виджилент» (North American A-5 Vigilante) — единственный в истории авиации сверхзвуковой палубный бомбардировщик.
EWR VJ 101 (1963), Dassault Mirage IIIV, Як-141 (прототипы) и F-35 Lightning II — сверхзвуковые палубные истребители.

### Гражданские

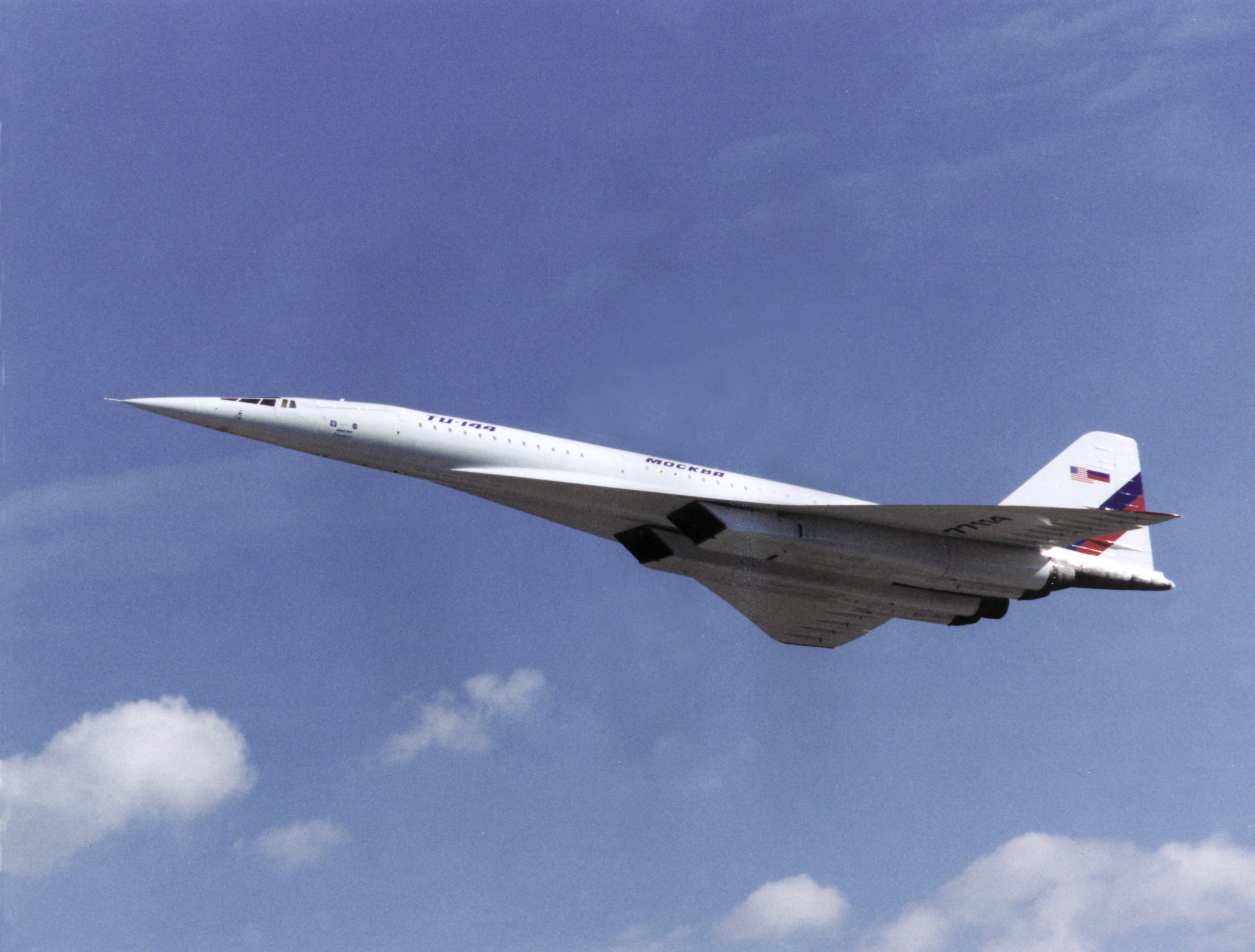
сверхзвуковой пассажирский самолёт Ту-144 в полёте

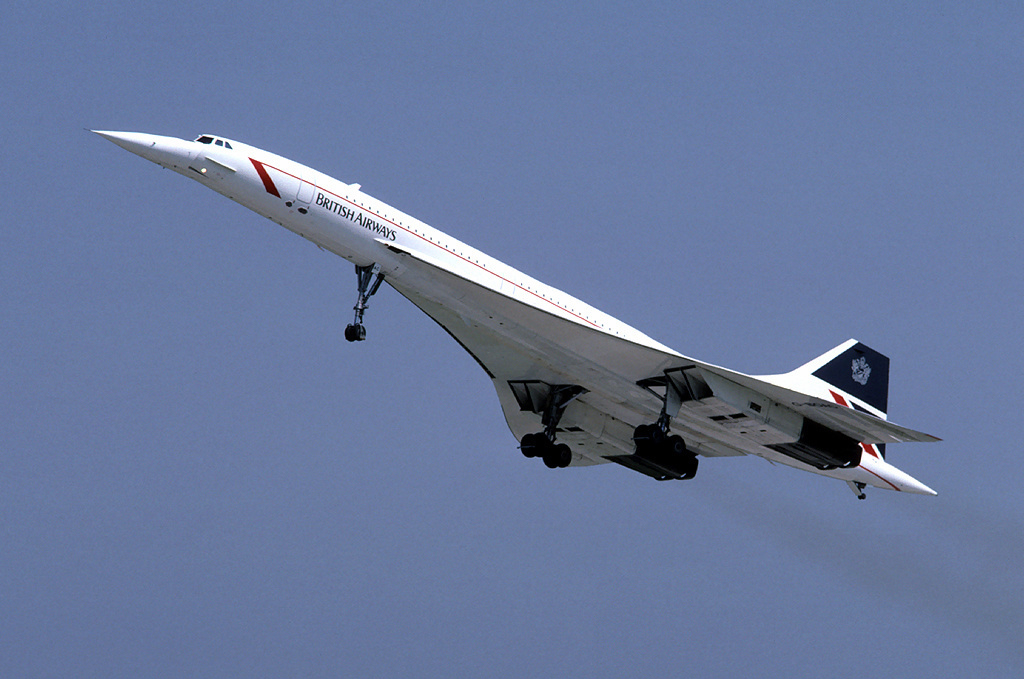
сверхзвуковой пассажирский самолёт Конкорд

За всю историю авиации было создано только два сверхзвуковых пассажирских авиалайнера.
- СССР — Ту-144, первый полёт 31 декабря 1968, начало перевозок пассажиров 1 ноября 1977, 1 июня 1978 снят с эксплуатации после очередной катастрофы. Построено 16 шт., в перевозках пассажиров участвовали 2, совершено 55 рейсов, перевезено 3194 пассажира. Во всех рейсах командирами экипажа были лётчики-испытатели ОКБ Туполева.
- Великобритания, Франция — Aérospatiale-BAC Concorde, первый полёт 2 марта 1969, начало эксплуатации 21 января 1976, выведен из эксплуатации 26 ноября 2003. Построено 20 машин, активно эксплуатировалось 14, перевезено более 3 млн пассажиров, средний налёт — 17 417 часов. Один потерян в катастрофе 25 июля 2000 года, имел налёт 11 989 часов при наибольшем из всех самолётов — 23 397 (заводской № 210, регистрация G-BOAD, находится в Intrepid Sea-Air-Space Museum[англ.]).

## Достижения и рекорды

### Грузоподъёмность и вместимость
Пассажирские:

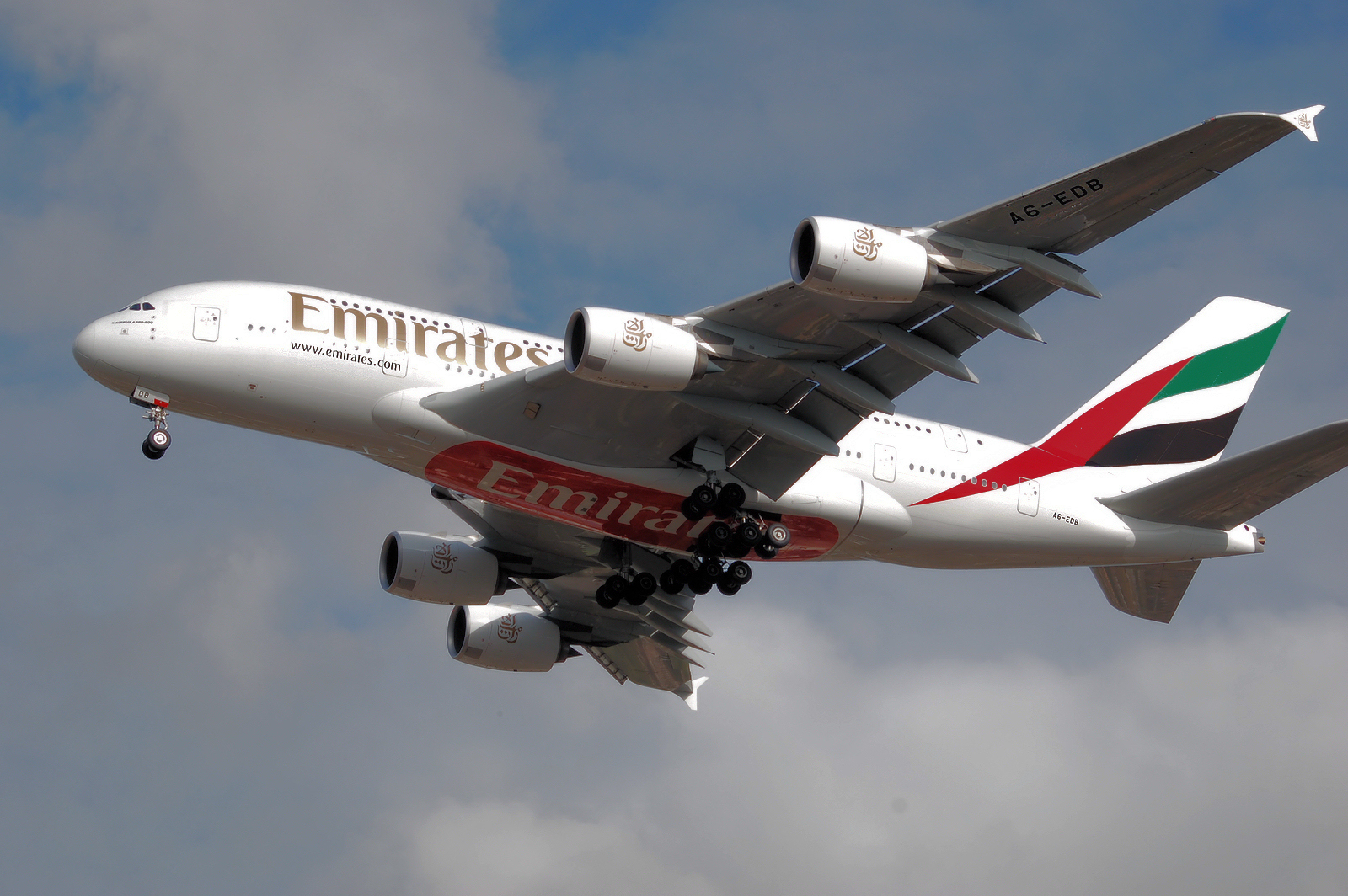
A-380

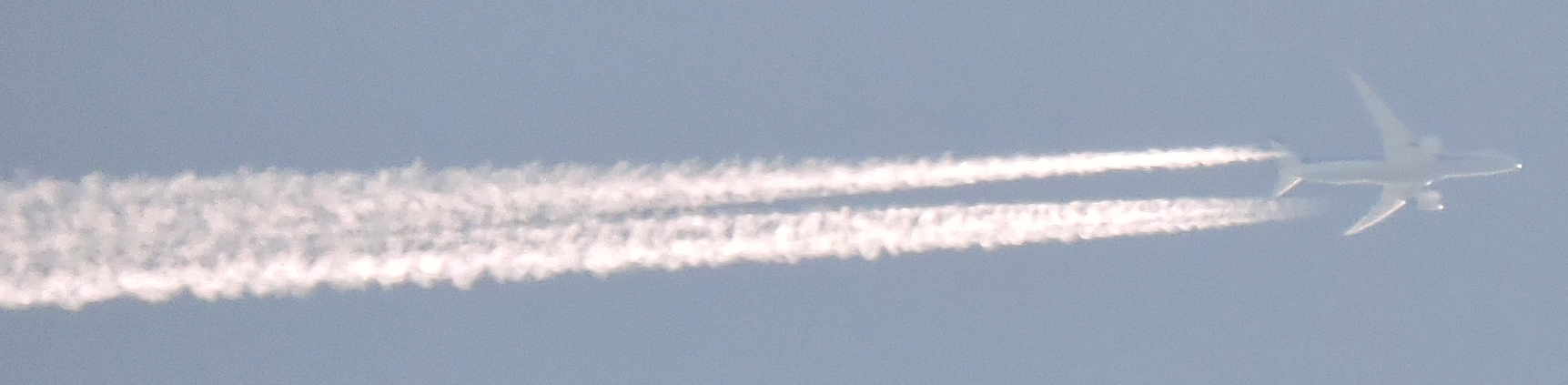
Летящий реактивный самолёт и оставляемый им инверсионный след (снято суперзумом)

- Airbus A380 (2005) — до 853 пассажиров в одноклассовой конфигурации, крупнейший в мире пассажирский самолёт.
- Boeing 747 (1969) — в течение 35 лет до A380 был крупнейшим в мире пассажирским самолётом[уточнить], до 524 пассажиров, до 275,6 м³ груза (разные модификации).

Грузовые:

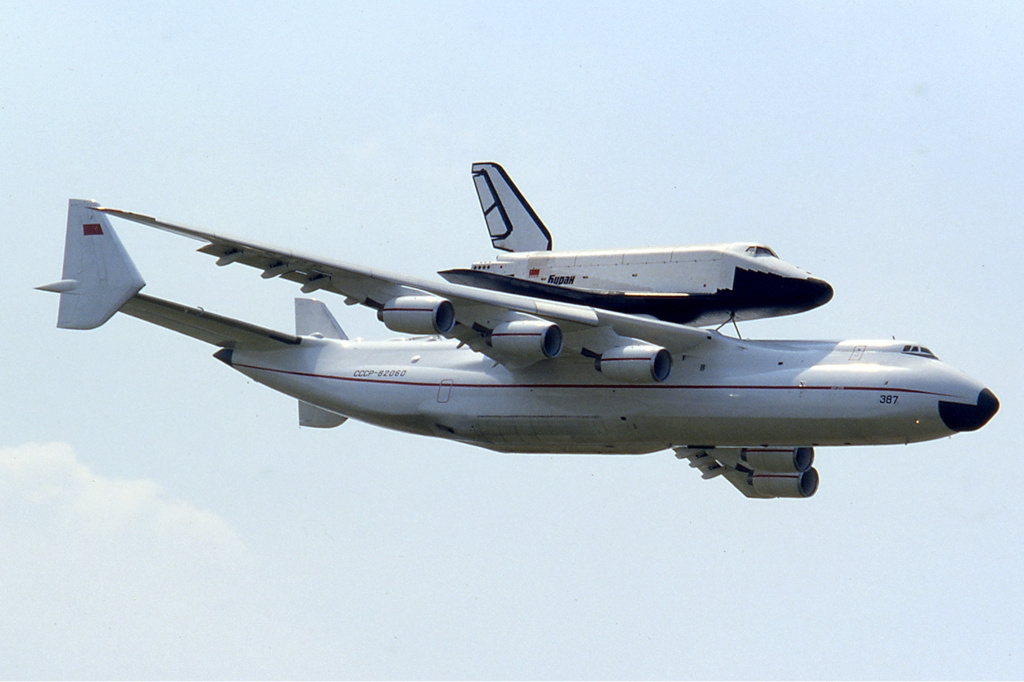
крупнейший в мире грузовой самолёт Ан-225 Мрия (1984—1988)

- Ан-225 Мрия (1984—1988) — крупнейший в мире грузовой самолёт, не серийный (построен 1, задел на 1), грузоподъёмность до 250 тонн во внутреннем грузовом отсеке, до 200 тонн на внешних точках крепления. Основное назначение — перевозка частей космической системы Энергия — Буран.
- Ан-124 Руслан (1982—1987) — крупнейший в мире серийный грузовой самолёт. Грузоподъёмность до 150 тонн (Ан-124-150), масса единицы груза допускаемая без специального разрешения — 50 тонн.
- Lockheed C-5 Galaxy (1968) — крупнейший грузовой и военно-транспортный самолёт стран Запада, крупнейший в мире до Ан-124. Грузоподъёмность 118 тонн или 270 солдат.

### Дальность
- Scaled Composites Virgin Atlantic GlobalFlyer (2005) — построен в одном экземпляре, конструктор Бёрт Рутан, пилот Стив Фоссет. Совершил два рекордных полёта: кругосветный полёт без посадки и дозаправки длиной 36 912 км, и абсолютный рекорд дальности полёта среди всех типов воздушных судов, включая воздушные шары — 41 467 км, вокруг света + второй раз через Атлантический океан.

### Скорость

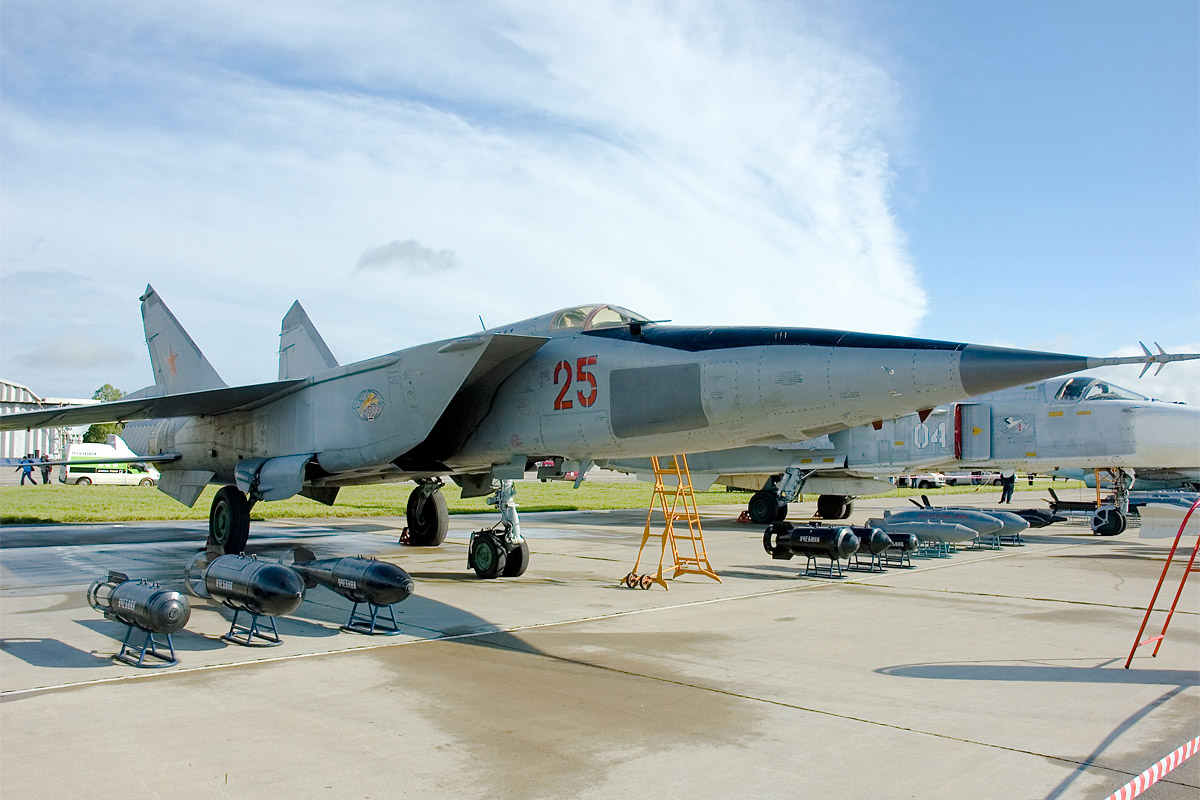
МиГ-25

- Lockheed SR-71 (1966), разведчик. 3 529,6 км/ч в специальной рекордной версии. Несмотря на практическое использование, является промежуточным между экспериментальным и серийным — построено всего 32 самолёта, требует специальных условий для обслуживания, не может взлетать с полной заправкой топлива.
- МиГ-25 (1964—1967), истребитель-перехватчик, строился серийно (1190 шт.), не требует особых условий эксплуатации. Скорость полёта 3400 км/ч кратковременно, 3000 км/ч при нормальном режиме работы двигателей.

## Основные типы в настоящее время

### СССР/Россия
- Ту-154. Пассажирский, 1968/1972, построено 935 (потеряно 69), завершение производства планируется в 2010, находится в стадии вывода из эксплуатации по причине низкой топливной эффективности и высокого шума, по ресурсу возможна эксплуатация до 2015-16 гг, в Аэрофлоте выведен 21 декабря 2009, после 38 лет службы.
- Ил-76. Грузовой, военно-транспортный, 1971/1974, построено 960 (потерян 61, из них 13 уничтожены в боевых действиях), производится в настоящее время, проектируются обновлённые варианты. До 60 тонн груза, до 245 солдат (разные модификации).
- Су-25. Штурмовик, 1975/1981, 1320 шт., планируется эксплуатация до 2020 года и дальнейшее производство.
- Су-27. Истребитель многоцелевой, 4-го поколения. 1977/1984, построено около 600 базового типа, модификация Су-30 270 шт.[источник не указан 5264 дня]
- Aero L-39 Albatros. Основной учебный самолёт стран Варшавского договора, Чехословакия, 1968/1972, производился до 1999, построено 2868 шт.

### Страны Запада
- Boeing 737. Среднемагистральный пассажирский самолёт. Принят в эксплуатацию в 1968 году, построено 6285 шт.[источник не указан 5264 дня], производится в настоящее время.

## Будущее, прототипы, исследования

### Сверхзвуковые

#### Проектируемые пассажирские самолёты
- Крупные:
  - Ту-244
  - High Speed Civil Transport[англ.]
- Бизнес-класса:
  - Россия: Ту-444, SSBJ.
  - Запад: Aerion SBJ[англ.], SAI Quiet Supersonic Transport[англ.]
- Гиперзвуковой проект:
  - Reaction Engines A2[англ.]

#### Пилотируемые летающие лаборатории
- Перестроенный Ту-144ЛЛ с двигателями НК-32 от Ту-160.
- Quiet Spike[англ.]

#### Беспилотные гиперзвуковые
- NASA X-43 (Boeing X-43)
- Boeing X-51

### Альтернативное топливо
- Ту-155 — один из двигателей работал на сжиженном водороде и природном газе.

### Освоение космоса

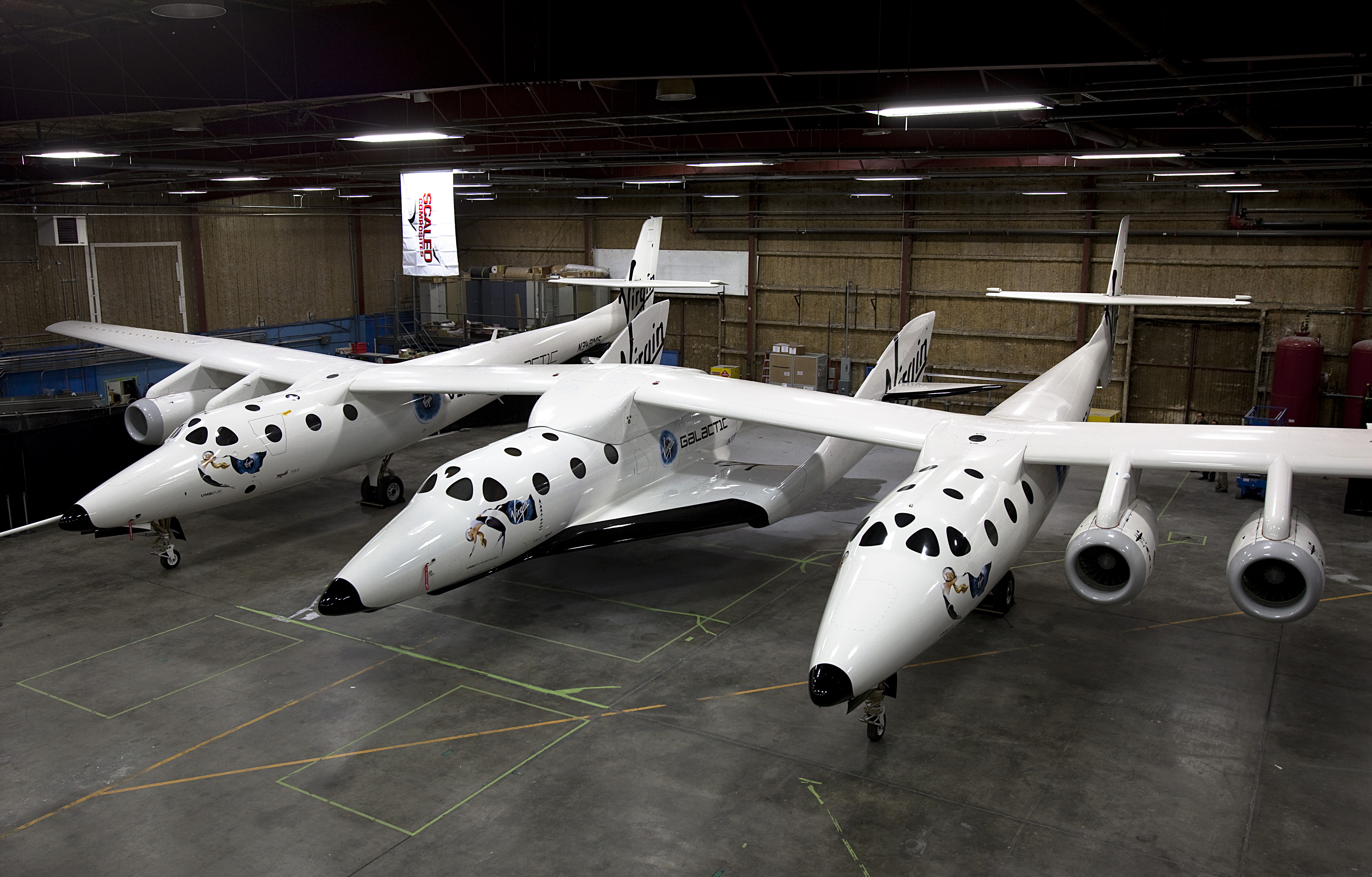
«SpaceShipTwo» вместе со своим носителем «White Knight Two»

- SpaceShipOne и SpaceShipTwo используют реактивный самолёт в качестве первой ступени для суборбитального полёта. Проект активно развивается.
- Многоцелевая авиационно-космическая система на базе Ан-225 «Мрия». Проект заморожен, обсуждается возобновление.
- Авиационно-космическая система Спираль. Проект прекращён по административно-командным причинам в высокой степени готовности.